# 尼克·弗瑞：神盾局特工
《尼克·弗瑞：神盾局特工》（英語：Nick Fury: Agent of S.H.I.E.L.D.）是以漫威漫画角色尼克·弗瑞为主角的美国电视电影，1998年5月26日在二十世纪福克斯电视台首播。该电视电影的导演为Rod Hardy，大卫·哈塞尔霍夫扮演尼克·弗瑞，Lisa Rinna扮演Valentina Allegra de Fontaine，Sandra Hess 扮演Andrea von Strucker/Viper。该剧讲述尼克·弗瑞打败用骷髅病毒威胁曼哈顿的九头蛇组织。该电视电影的DVD于2008年9月30日发售。

## 剧情
尼克·弗瑞的旧敌沃尔夫冈·史特拉克男爵的孩子，所领导的恐怖组织九头蛇要求得到十亿美元，否则就用骷髅病毒袭击曼哈顿，因此已经退休的尼克·弗瑞必須復出击败他们。

## 角色
- 大衛·赫索霍夫 飾演 尼克·弗瑞
- Lisa Rinna 飾演 Contessa Valentina "Val" Allegra de Fontaine[2]
- Sandra Hess 飾演 Andrea von Strucker / Viper
- Neil Roberts 飾演 Alexander Goodwin Pierce
- Garry Chalk 飾演 Timothy Aloysius "Dum-Dum" Dugan
- Tracy Waterhouse 飾演 Kate Neville
- Tom McBeath 飾演 Director General Jack Pincer
- Ron Canada 飾演 Gabriel Jones
- Peter Haworth 飾演 阿尼姆·索拉
- Scott Heindl 飾演 Werner von Strucker
- Adrian Hughes 飾演 Clay Quartermain
- Campbell Lane 飾演 沃夫岡·馮·史特拉克
- Terry David Mulligan 飾演 总统

## 评价
该电影得到褒贬不一的评价。